# Социология
Социоло́гия (от лат. socius и др.-греч. λόγος) ― наука о совместной жизни групп и сообществ людей. Социологи по-разному подходят к изучению социальной реальности: одни описывают её как совокупность структур, другие — как результат действий и взаимодействий индивидов. Выделяют несколько теоретических традиций: структурный функционализм придавал значение социальной интеграции в социальной системе на основе разделения функций, общих норм и ценностей; конфликтный подход выделял антагонизмы, противоречия и неравенство между классами или группами; интерпретативная социология — понимание смыслов и целей социальных действий. Социология возникла на Западе в контексте социальных изменений XVIII—XIX веков, её основы заложили Маркс, Дюркгейм и Вебер. Развитие науки включало доинституциональный этап, период институционализации и специализации и современный этап постдисциплинарности. Социология утвердила свой академический статус во второй половине XX века.
Социология часто рассматривается как изучение современного общества, таких явлений и процессов, как рационализация, социальная дифференциация, капитализм, глобализация и других. Социологи проводят количественные и качественные исследования социальных структур, институтов, общностей, организаций и движений, таких областей социальной жизни, как повседневное взаимодействие, семья, образование, религия, массмедиа, наука. Учёные анализируют социальные и культурные различия, изучают социальное неравенство и его формы — класс и статус, а также бедность, гендер и другие явления; вопросы социальной стратификации и социальной мобильности. В рамках рассмотрения социализации и идентичности исследуется, как индивиды усваивают, формируют и воспроизводят культурные нормы и ценности, либо отклоняются от них в девиантном поведении.
Вокруг статуса, предмета, задач и методов социологии часто велись дискуссии. Меняющиеся разнообразные теории и методологические подходы социологии существенно влияли и влияют на развитие социальных и гуманитарных наук. В начале XXI века наиболее распространённым эпистемологическим подходом является социальный конструктивизм, который анализирует способы производства и воспроизводства социальных феноменов в рамках социальных отношений. Большинство социологов считают, что невозможно достигнуть ценностной нейтральности, хотя необходимо стремиться к наилучшему описанию социальной реальности. Одна из задач социологии — способствовать самосознанию человека как социального существа и формировать критическое восприятие действительности.

## Социологическое знание

### Истоки
Люди всегда размышляли о социальной жизни, истоки социологии восходят к началу человеческой истории, иногда говорят о Конфуции, Фукидиде, Платоне, Полибии. Арабский мыслитель Ибн Хальдун пытался научно изучать общество, искал причины социальных явлений, сравнивал различные цивилизации. Слово «социология» придумал Огюст Конт — он соединил латинское слово socius (спутник, товарищ) и греческое λόγος (слово, речь). 27 апреля 1839 года — день, когда Конт использовал новое слово, — можно считать датой «официального» возникновения социологии.
Досоциологическое знание включает повседневный опыт, искусство, социальную и политическую философию. Отделение социальной теории от политической датируется XVIII веком и связывается с упадком «придворного общества» и зарождением гражданского общества или просто «общества», открытием социального как специфической реальности вне государственной или частной сфер. Социология — молодая наука, порождение XIX века; контекст её становления: политические революции, индустриальное развитие и возникновение капитализма, политических прав, демократических и социалистических идей, появление феминистских движений, урбанизация, изменения в религии, развитие биологии, физики и химии. На раннюю социологию повлияла философия Просвещения, считавшая, что люди могут познавать мир и управлять им с помощью разума и эмпирического исследования; просветители Монтескьё и Руссо, чьи идеи («дух законов» и «общая воля») предвосхитили многие социологические теории, находились под воздействием философии и науки XVII века, Декарта, Гоббса, Локка и Ньютона.
Становление социологии было связано с позитивизмом и эволюционизмом, что особенно проявилось у Конта. Конт видел в новой дисциплине точную науку и считал, что социальный мир подчиняется абстрактным законам, которые можно проверить через тщательный сбор эмпирических данных путём наблюдения, сравнения, эксперимента; социология стала результатом трёх этапов исторического развития — теологического, метафизического и научного. Эволюционизм XIX века (Г. Спенсер, Дж. Фрэзер, У. Самнер) рассматривал социокультурное развитие как приспособление к внешней среде, придавал значение естественному отбору («выживание сильнейших» у Спенсера) и считал социальную эволюцию моральным «прогрессом». Эволюционизм уступил место функционализму и частично был в него интегрирован.

### Традиции и теоретические подходы
Маркс, Вебер и Дюркгейм чаще всего называются главными классиками социологии, хотя социологический канон не является неизменным. Вебер и Дюркгейм были канонизированы в 1930-е годы усилиями Т. Парсонса, в 1970-е годы в число основателей вместо Спенсера был добавлен Маркс (в том числе благодаря Э. Гидденсу), десятилетием позже — Зиммель. Классиками социологии XX века являются Парсонс и Р. Мертон. Позднее к современным классикам были причислены П. Бурдьё, З. Бауман, Н. Луман, Ю. Хабермас, М. Фуко, а также Н. Элиас. По мнению большинства учёных, наибольший вклад в формирование социологии как научной дисциплины внёс Дюркгейм.
Социология ― мультипарадигмальная наука. Теоретическая парадигма — это изначальное видение общества, которое определяет ход мысли и исследования. Социологию подразделяют на макросоциологию и микросоциологию в зависимости от макро- или микроуровня изучения. Макросоциология изучает социальные системы, институциональное устройство и социальную стратификацию, микросоциология — идентичность, взаимодействие и групповую динамику. Социология включает три или четыре основные парадигмы, или традиции. По одной классификации, это структурный функционализм (или функционализм); парадигма социального конфликта; символический интеракционизм, либо теория социального действия, которая включает интеракционизм. Первые две парадигмы относятся к макросоциологии, третья — к микросоциологии. Согласно классификации Дж. Ритцера, парадигма социальных фактов включает структурный функционализм, теорию конфликта и теорию систем; теория действия, символический интеракционизм и этнометодология относятся к парадигме социального определения; третья парадигма ― социального поведения (наиболее значимая теория — теория обмена). Р. Коллинз считает центральной традицию Дюркгейма, три другие ― традиция конфликта (Маркс и Вебер), микроинтеракционизм и утилитаристская традиция. Традиция конфликта возникла в Германии, функционализм ― во Франции, микроинтеракционизм — в США; позднее традиции смешались. 
Парадигма структурного функционализма, восходившая к органической метафоре, к идеям Конта, Спенсера и Дюркгейма, доминировала в американской социологии в послевоенный период до 1960-х годов; общество рассматривалось как сложная система взаимосвязанных элементов, которые обеспечивали социальную солидарность, равновесие и стабильность. Функционалисты (Парсонс, Мертон и др.) изучали социальный порядок и устойчивые социальные структуры, рассматривали западные общества как стабильные институциональные системы. Структурный функционализм формировал основные направления социологических дискуссий: наличие (или отсутствие) согласия внутри западных обществ, их мирное движение в будущее по пути повышения благосостояния на основе технологий, проблематизация прогресса вследствие возможных противоречий внутри общества. Парадигма пришла в упадок, поскольку преувеличивала роль консенсуса и интеграции, не смогла объяснить социальные изменения и значение социального класса, гендера, расы и этничности. Из структурного функционализма выросли системная теория (поздний Парсонс, Луман) и возникший в 1980-е годы неофункционализм (Дж. Александер и др.), включивший в схему социальных систем групповые конфликты и власть. В теории Лумана общество понималось как сумма саморегулирующихся (аутопоэзис) и рекурсивных коммуникаций, отличных от окружающего мира.
Интерпретативная социология начинает с изучения человеческого действия (так считали Вебер и Зиммель, в отличие от Маркса и Дюркгейма), а не социальных структур, через интерпретацию субъективного смысла отдельного актора (источники — герменевтика, феноменология и прагматизм). Это символический интеракционизм, этнометодология и некоторые последователи Вебера. Символический интеракционизм восходит к прагматизму У. Джеймса и работам Зиммеля, его основы заложили Дж. Г. Мид и Ч. Кули; автор термина — Г. Блумер. Связанная с символическим интеракционизмом Мида Чикагская школа (Р. Парк, У. Томас и др.) занимала ведущее место в социологии США в первой трети XX века, изучала групповые конфликты и борьбу за ресурсы, исследовала городские пространства, этничность, преступления и досуг. В символическом интеракционизме взаимодействие определялось как динамичное создание и передача смыслов при социализации; с этой традицией связаны Г. Беккер и И. Гофман. Этнометодологи полемизировали со структурным функционализмом Парсонса и его подходом к повседневности и социализации (Г. Гарфинкель и др.). Эти направления отмечали хрупкость и нестабильность социального порядка, который познаётся через здравый смысл и практические рассуждения (этнометодология) и постоянно пересматривается индивидами (интеракционизм). На основе этнометодологии возник конверсационный анализ ― изучение коммуникативных компетенций индивидов и социального устройства повседневных разговоров. Феноменологическая социология А. Шюца, П. Бергера и Т. Лукмана рассматривала феномены индивидуального сознания как «социальный запас знания». В теории рационального выбора использовались экономические модели и все формы социальных действий считались рациональными (Г. Беккер и Дж. Коулман, теории обмена Дж. Хоманса и П. Блау), а новая экономическая социология (М. Грановеттер и др.), возникшая в середине 1980-х годов, была направлена против мейнстримовой экономической теории.
Парадигма конфликта рассматривает формы социального неравенства, конфликты между различными группами и социальные изменения. В ранней социологии рассматривались классовые конфликты (Маркс) или конфликты между элитами и массами (теории элит Г. Моска и В. Парето). Позднее теории конфликта предлагали Л. Козер, Р. Дарендорф и др. В первые десятилетия XX века, до 1930-х годов, значительная часть европейских социологов участвовала в дебатах с марксизмом, который снова вышел на первый план в 1960-е годы. Марксизм подчёркивал материальные факторы производства и классовые отношения, как базис любой социальной структуры, их значимость для идеологической и политической надстройки. На смену ортодоксальным и детерминистским воззрениям Ф. Энгельса, К. Каутского и В. Ленина пришли критичные и рефлексивные подходы, которые предоставляли относительную автономию политическим и культурным явлениям (Г. Лукач, А. Грамши, Франкфуртская школа; позднее — структуралистский марксизм Л. Альтюссера). Критическая теория, часто отождествляемая с Франкфуртской школой и Ю. Хабермасом и перекликавшаяся с идеями политизации социологии и социальных преобразований Ч. Р. Миллса, полагала своей задачей эмансипацию от власти и господства через труд и взаимодействие, рассматривала воспроизводимые формы отчуждённого сознания; концепции Хабермаса отдалились от марксизма.
Структурализм (К. Леви-Стросс) выявлял структуры (системы родства и мифы), объясняющие социальное взаимодействие и отношения. Семиотика (Р. Барт) рассматривала социальную жизнь с точки зрения её культурной организации, как систему знаков, которые формируются по правилам или кодам. Постструктурализм отмечал значимость культурных и текстовых конструктов (Фуко). Постколониализм считает, что знание формируется на основе позиций господствующих социальных групп и стремится предоставить слово субалтернам (угнетённым). Ряд теоретиков считают, что социальная теория должна быть «постмодерной» (против «модерных» социальных теорий классиков) и критикуют объективность, прозрачность языка, разделение науки и политики. Разнообразные феминистские теории (либеральные, радикальные и др.) возникли на основе второй волны феминизма 1960―70-х годов; позднее использовались антиэссенциалистские идеи постструктурализма и постколониализма. Феминизм обращает внимание на господство интересов мужчин (патриархат) над интересами женщин в социальных отношениях, структурах и практиках; подход связан с движением за освобождение женщин. Среди развивающихся теорий ― квир-теория, критические теории расы и расизма, акторно-сетевая теория; эти направления интегрировали ряд подходов, включая постструктурализм.
В истории социологии одни авторы синтезировали разные концепции, другие отрицали возможность единой и всеохватной теории; теории часто принимали форму критики и преодоления классической социологии. Стремление Конта сделать социологию «главной наукой» не реализовалось, но многие пытались создать целостную науку об обществе. Интеракционисты считали своё направление альтернативой не только другим социологическим подходам, но и психологии и культурной антропологии. По оценке Дж. Ритцера, многие теории и подходы, влиятельные в XX веке, либо отброшены, либо неактуальны («теории-зомби»), хотя они обсуждаются, имеют сторонников и излагаются во вводных учебниках, в которых часто искажается положение дел в теоретической социологии. Это, в частности, структурный функционализм, теория конфликта, существовавшая в значительной степени как альтернатива функционализму, ряд направлений марксизма, феноменологическая социология, бихевиоризм, частично символический интеракционизм. По оценке П. Штомпки, в начале XXI века превалирует интерпретативная парадигма, основанная на понимании и истолковании социальных феноменов.

### Предмет и специфика социологии
О предмете социологии учёные спорят: «социальное», «социальная жизнь», «общество» и т. д. По определению Э. Гидденса, это «наука о социальной жизни групп и сообществ людей»; Дж. Деланти пишет, что её предмет ― совокупность социальных отношений, или общество, не сводимое к простой сумме его частей и отмечает, что социология возникла как форма знания, рассматривающая моральные проблемы современного общества, и является социальной наукой о нём. Спорны и границы социологии, как и то, отделена ли наука от предмета, является ли он её частью или она связывается с ним через политическую деятельность. Считается, что Дюркгейм выделил область социологии: независимую (sui generis) социальную реальность («общество»), отличную от психических и материальных явлений. Социологи расходятся в определении элементов социальной реальности: социальных структур либо индивидов, во втором подходе предмет социологии ― социальное действие.
Специфика изучения человеческих сообществ вытекает из осознанности человеческих действий и рефлексивности человека. Во-первых, предметом изучения являются люди, которые действуют не на основе инстинктов, а наделяют поступки целями и смыслами через идеи, символы, знаки. Во-вторых, действия людей постоянно изменяют институты и общество: люди, в отличие от природных объектов, способны воспринимать социальное знание, которое проникает в социальный мир, отвечать на него, присваивать и использовать. Рефлексивность связывает знание и общество, социолога и объект исследования, что выражается в ориентации социальных акторов на самих себя и на свой социальный контекст. Учёные непосредственно обращаются к объекту исследования, получают обратную связь и, следовательно, более достоверные результаты; это может считаться преимуществом социологии, так Вебер обосновывал её научность. Рефлексивность порождает трудности, поскольку люди, зная, что их изучают, могут изменять своё поведение. Маркс первым отметил идеологическую значимость социального знания, которое «становится материальной силой, как только… овладевает массами»; позднее Р. Мертон писал о самосбывающихся пророчествах, когда действия людей реализуют даже ложные теоретические прогнозы, если в них верят.
Споры о статусе социологии берут начало в философской полемике конца XIX века, когда обсуждались научные методы, верификация научного знания и возможности социальных наук получать достоверные результаты, аналогичные естественным наукам. Уже в начале XX века стало ясно, что открытие причинных связей, законов и прогнозирование невозможно. Основные подходы социологического познания связаны с кантианским и неокантианским наследием. Развитие социологии представляет собой историю споров о понятиях и главных идеях (тенденция к релятивизму), а одни и те же факты поддерживают разные теории (недодетерминация). С кантианскими идеями было связано открытие, что группы или сообщества людей разделяют общие установки и что их мировоззрения различаются (идеологии, парадигмы, эпистемы, габитус и др.). Эти мировоззрения составляют культуру. Сообщества и культуры различаются, поэтому неясно, имеют ли положения социологии универсальную научную значимость (Дюркгейм и Парсонс) или в каждой культуре существует своя наука (Вебер); мировоззрения и идея культуры могут отрицаться (символический интеракционизм).
В XX веке в рамках позитивизма выдвигались различные программы верификации и фальсификации, методов индукции и дедукции, однако предсказательных законов, выведенных из причинно-следственных связей, обнаружено не было. Парсонс обосновал социологию как науку через функционализм: нормы позволяют обществу решить гоббсовскую проблему войны всех против всех, нормативность человеческого действия отличает социологию от других наук. С 1970 годов вопрос о научном статусе утратил актуальность; часть социологов считает социологию наукой в той степени, в какой она систематически обращается к фактам и эмпирическим исследованиям, анализирует данные, занимается теоретизацией и логически оценивает разные точки зрения и концепции по исследуемым вопросам. Другая часть полагает вопросы научного метода и статуса более неактуальными и сближает социологию с гуманитарными дисциплинами. К 1980 годам прекратились попытки имитировать естественные науки, хотя даже скептически настроенные социологи считают, что, проводя строгие и систематические в смысле метода исследования, они достигают наилучшего описания реальности. Возможно, наиболее распространённый в социологических исследованиях социальный конструктивизм занимает нейтральную позицию в отношении существования социальных феноменов и анализирует способы их производства и постоянных изменений в рамках социальных отношений. Большинство конструктивистов признают наличие внешней реальности («слабая» форма конструктивизма), некоторые считают, что невозможно выйти за рамки понятий и теорий к общественным феноменам («сильная» форма конструктивизма). Конструктивизм вырос из двух источников: дискуссий о значимости различных социальных проблем и социологии научного знания. Критический реализм, возникший в 1970-е годы, полемизирует с сильной версией конструктивизма, без возврата к позитивизму: внешний мир постигается через научное исследование, хотя модели не отражают реальность прямо. Причинные связи социального мира приравниваются к социальным структурам.
Обычно считается, что социология ― это «третья» наука между точными и гуманитарными дисциплинами. Её предмет, по оценке Деланти, определяется не так точно, как у истории или политологии, а разнообразие методов и методологических подходов отличает науку от экономики или антропологии. Ранняя социология адаптировала многие идеи из экономики, психологии, философии, права, истории; многие основополагающие для социологии труды были созданы не социологами; влияние на социологию извне продолжается (Фуко). Социологические методологии и подходы существенно влияли и влияют на социальные и гуманитарные науки, включая культуральную историю, социальную географию, современную историю и cultural studies — область, частично созданную социологией; с наукой сблизилась антропология, которая переориентировалась на современные общества. Вследствие культурного поворота многие социологические исследования проводятся в рамках этих дисциплин, а также в криминологии, демографии, женских исследованиях, исследованиях в области развития, геоурбанистике и др.

### Дилеммы
Основополагающие дилеммы социологии затрагиваются во всех теориях и традициях, хотя понимаются по-разному. Главная дилемма ― структура ― действие, затрагивающая вопросы свободы и детерминизма, субъективизма и объективизма, микро и макро. Управляют ли люди условиями собственной жизни или их действия определяются внешними социальными силами (структурами)? Является ли общество продуктом свободных человеческих действий или оно порождает индивидуальные и групповые намерения и возможности для действий? На эти вопросы отвечали по-разному с зарождения социологии. Вторая дилемма связана с разными подходами к консенсусу и конфликту. Одна часть социологов постулирует изначальные порядок, гармонию, консенсус и преемственность в обществе. Другая часть утверждает, что общество — это поле конфликтов, часто скрытых, столкновений различных интересов. Ещё одна дилемма ― социальная структура и исторические изменения, проблема социального развития современных обществ. Э. Гидденс выделяет противостояние экономического взгляда на возникновение современных обществ (Маркс и его последователи) и немарксистских концепций, в которых на первый план выводились социальные, культурные или политические условия, а также дилемму гендера — проблему его адекватного понимания.

### Социологическое исследование. Роль социолога
Социологический взгляд на мир отличается от обычных представлений: это способность замечать общее в частном (П. Бергер), «видеть необычное в банальном», понимать, как общие категории влияют на частную жизнь. Хотя любой человек отличается от других, существуют общие для людей модели поведения; к примеру, развод или безработица являются не только личными, а общественными проблемами, которые отражают общие тенденции. Социологическое воображение (понятие ввёл Ч. Р. Миллс) позволяет абстрагироваться от своего опыта повседневной жизни, по-новому оценить очевидные вещи и, как следствие, отказаться от распространённых представлений (к примеру, что человеческое поведение определяется только решением действовать так или иначе). Такое воображение помогает осознать, почему возникают социальные и культурные различия; оценить жизненные возможности и препятствия; побудить к социальной, гражданской и политической активности; понимать образ жизни других людей. По словам Миллса, оно связывает человеческую биографию, общество и историю. Социологический подход более доступен людям в условиях маргинальности или во время социальных кризисов.
В практическом плане социология позволяет критиковать социальные отношения и способствует социальным улучшениям, в частности, помогает учитывать культурные различия при проведении конкретной политики и оценивать последствия тех или иных политических действий. Социологи пытаются ответить на различные вопросы: каковы будут последствия распространения информационных технологий? Почему в современном богатом мире всё ещё существует голод? Разрушается ли институт семьи? Почему меняются модели религиозных убеждений? Почему психически больных стали чаще лечить на дому? Исследование начинается с постановки проблемы, которая может определяться пробелами в изучении, научными дискуссиями или практическими вопросами социальной жизни. Исследования проводятся в фактологической, сравнительной, эволюционной, теоретической перспективах. Идеальный тип ― это «чистый» конструкт, способ, позволяющий выделить некоторые из ключевых аспектов социального явления и установить сходства и различия между фактами реального мира. Понятие было разработано Вебером в рамках «понимающей социологии» как социологический метод, который можно использовать на микро- и макроуровне анализа. Идеальный тип является точкой зрения, позицией, с которой наблюдается социальный мир, представляет собой начальный пункт исследования; он не проходит эмпирическую проверку и фальсификацию, а служит лучшему пониманию реальности. Благодаря работам Фуко в социологии получил распространение дискурс: имеющий общие допущения способ высказывания о предмете и рассмотрения предмета для его понимания и воздействия на него. Подобно парадигмам, дискурс определяет, что и как говорится о предмете, маркирует границы его исследования. Фуко считал, что социальная жизнь структурируется через дискурсивные рамки и связывал их с властью.
В позитивизме предполагалось, что социолог является объективным наблюдателем. Часть социологов настаивает на личной нейтральности исследователя, эту позицию обосновал Вебер: призвание (beruf) социолога предполагало свободу от ценностей, исключение моральных и политических вопросов. Большинство учёных признаёт, что это невозможно; часть полагает, что вовлечённость в политические инициативы неизбежна, но разделяет собственную позицию и исследовательские результаты. Маркс считал невозможным отделить факты от ценностей, его последователи полагали, что любое исследование в той или иной степени политизировано. Одни учёные выступают за социальные изменения, устраняющие неравенство; другие считают необходимым поддерживать конкретную политику на основе полученных данных. Одна из задач социологии — способствовать самосознанию человека как социального существа и критическому восприятию действительности.

### Методы исследований
Количественные и качественные методы связываются с разными подходами к исследованию. Первые исходят из позитивизма и ориентированы на сбор эмпирических данных и измерение количественных характеристик социальных феноменов; вторые пытаются реконструировать мышление индивида и принятие им решений. Выборки количественных исследований, как правило, намного превосходят выборки качественных исследований. В XIX веке количественные методы связывалось с ожиданиями точных и надёжных измерений, возможностью сравнительного и исторического анализа. В своём известном исследовании Дюркгейм задействовал официальную статистику, чтобы измерить уровень самоубийств. Позитивисты расширяли применение количественных методов, чтобы отразить сложность социального мира, постпозитивисты признавали субъективизм наблюдателей, но сохраняли представление об объективной внешней реальности. Качественные методы первоначально дополняли количественные и стали утверждаться с 1970 годов.
Количественные методы позволяют получить данные, числа или проценты для общего вывода о данных; например, о достоверности, а не случайности, различия между группами в рамках выборки. Методы исследования подразделяются в зависимости целей и стратегий: валидность измерений (точность в измерении того, что измеряется), обобщения и выявление причинности. Используются дедуктивная и индуктивная стратегии, а также более ограниченная стратегия описания; стратегии могут смешиваться, большинство количественных исследований включает элементы описания, а дедуктивная стратегия — индукцию. При валидном измерении данные, собранные по определённой процедуре, отражают эмпирический статус переменной в рассматриваемом феномене. Переменная — это понятие, чьё значение изменчиво и которое поддаётся сравнению, например, цена, социальный класс, возраст, уровень доходов или преступности. Понятие точно определяется (концептуализация: общество, семья), затем проводится операционализация переменой ― определение уточняется для конкретного случая того, что нужно измерить (уровень доходов, престижность профессии или длительность школьного обучения) перед тем, как приписать переменной значение. Измерения позволяют делать обобщения о людях, группах и т. д. Корреляция — систематическая связь между переменными (рядами событий), их совместное изменение. Независимые переменные вызывают изменение и воздействует на зависимые переменные, которые изменяются. Причинно-следственная связь подразумевает, что одна ситуация или событие (переменные) вызывает другое. Она предполагает ряд условий: корреляцию, независимую переменную, которая предшествует зависимой, и отсутствие данных о третьей корреляции. К примеру, подготовка к экзамену влечёт хорошие оценки.
Ложная корреляция — обманчивая, хотя и явная связь между переменными; Дюркгейм увидел корреляцию между количеством самоубийств и временем года. Пример ложной корреляции — правонарушения среди молодёжи в основном происходят в густо населённых районах, однако перенаселённость (независимая переменная) не является причиной преступности и является ложной корреляцией; причина — бедность. Чтобы выявить ложную корреляцию и причинность, требуется оставить какие-либо переменные неизменными и посмотреть воздействие других (процедура контроля переменных). В примере с молодёжной преступностью контроль переменной уровня доходов элиминирует корреляцию, поскольку в ходе исследований выясняется, что обе переменные — преступность и плотность населения — зависят от бедности. Любую корреляцию (например, в человеческом действии) можно объяснить через множество причин, и многие корреляции не имеют причинных связей, которые трудно выявить. Учёные обычно отталкиваются от предыдущих работ, но нет гарантий, что учтены все причины, всегда остаются сомнения. К примеру, хорошее образование может приводить к высокому доходу, однако причиной может быть и высшее образование родителей — в этом случае собственное высшее образование не имеет значения. Человеческие действия непредсказуемы; их можно приписать лишь тем или иным категориям людей. Ситуацию с конкретной причинной связью невозможно полностью воспроизвести.
Опросы состоят из анкет-опросников, процедуры анкетирования выборки более крупной совокупности. Анкетирование проводится самим учёным либо рассылается по (электронной) почте. Группа опрашиваемых лиц — совокупность — достигает нескольких тысяч. Набор вопросов закрытого типа предполагает ограниченный набор ответов (да, нет, не знаю), открытый тип вопросов предусматривает ответ в формулировке респондента, без стандартизации, может включать встречные вопросы. Пилотные обследования помогают наметить проблемы, правильно сформулировать вопросы, хотя не меняют принципиально сам опрос. Когнитивное интервью уточняет, какие смыслы добавляют респонденты, и проясняет их. Опросы проводятся на основе выборки ― небольшой доли от общего числа (генеральной совокупности) на основе простой вероятности. Для возможности обобщения выборка должна быть случайной и репрезентативной. Метод опросов критикуют за поверхностность и искусственность результатов, неполноту данных, поскольку люди по тем или иным причинам не участвуют, а также ограниченность большинства ответов. Подвергается сомнению, что люди говорят о своих настоящих воззрениях. В дистанционном опросе отвечают не более 30 % респондентов. Случайная выборка может оказаться неполной; статистические выводы могут неверно интерпретироваться или использоваться, они неприменимы к обобщению за пределами совокупности, что, однако, часто делается.
Описательная статистика позволяет узнать, например, долю рабочего класса в обществе, процент женщин, занятых наёмных трудом, количество согласных с реальностью глобального потепления и т. д. Из статистических методов чаще всего используются меры центральной тенденции и коэффициенты корреляции — степень связи различных переменных. Средняя величина считается как среднее арифметическое, как мода и как медиана, учитывается стандартное отклонение. Методы включают дискриминантный анализ, факторный анализ, многомерное масштабирование и кластерный анализ. В 1960-70-е годы в рамках «спора о позитивизме» некоторые социологи пытались увязать статистические данные и причинность, вывести из них законы, построить дедуктивные связи. Мертон считал теорию совокупностью выводимых друг из друга утверждений и обосновывал более высокий уровень обобщений, но переход к ней от статистических корреляций показать не удалось.
Область применения экспериментов в социологии небольшая, поскольку люди изменяют своё поведение в лабораторных условиях (эффект Готорна), хотя иногда к этому методу обращаются. В известном эксперименте Ф. Зимбардо была создана псевдотюрьма, в которой участники-студенты выполняли функции охранников и заключённых: учёные констатировали быстрые и значительные изменения и пришли к выводу, что на поведение влияет обстановка тюрьмы, а не личные качества.
К качественным методам относятся фокус-группы, этнографическое, включённое и личное наблюдение, полуструктурированные и неструктурированные опросы, биографическое исследование (включая биографию самого учёного), устные истории и истории жизни, анализ нарративов, приземлённая теория. Эти методы позволяют понять, как люди проживают и воспринимают социальную жизнь. Качественные методы используются в изучении бездомности, домашнего насилия, детских переживаний и т. д. Преимущество таких методов ― обратная связь, интервьюируемые обсуждают исследование, узнают о трактовках учёных и вносят уточнения. В полевом исследовании учёный месяцами или годами наблюдает изучаемую группу или общину. Социолог выстраивает доверительные отношения с членами общины, участвует в повседневной жизни, берёт интервью. Взгляд «изнутри» позволяет глубоко проникнуть в небольшие области социальной жизни, однако такое исследование ограничено, не позволяет обобщать, требует доверия со стороны изучаемых людей, в нём отсутствует дистанция. Приземлённая теория переворачивает дедуктивный метод: накопление данных (записи интервью) предшествует формированию теорий и понятий.
Сторонники качественных и количественных исследований время от времени критикуют друг друга, однако большинство учёных обращаются к смешанным методам, приоритет зависит от конкретной ситуации. Количественные методы играют меньшую роль, чем в первой половине XX века, ввиду проблем с установлением причинности, неоднородностью изучаемых объектов и др. Общая проблема измерения — особенности социальных наук, поскольку измеряемые объекты различаются как в разных культурах, так и в одной. Переменная не является измеряемым феноменом и не поддаётся прямому наблюдению. Высказываются опасения, что количественные методы уже не так популярны среди начинающих учёных, которые боятся чисел и статистики и считают социологию гуманитарной дисциплиной. Качественные и количественные исследования постепенно сближаются: опросы интерпретируют позиции и мнения, в качественных исследованиях используются программные пакеты (например, SPSS) для работы с большим количеством данных; некоторые количественные исследования используют полуструктурированные интервью.

## Социальные изменения и современное общество

### Развитие человеческих общностей
Наиболее распространёнными в истории человечества были общества охотников-собирателей; примерно 20 тысяч лет назад люди начали разводить скот и заниматься земледелием, позднее возникли скотоводческие и аграрные (земледельческие) общества. Несколько тысяч лет назад начали развиваться первые цивилизации, в которых появились крупные города, использовалась письменность, процветали науки и искусства; большую часть этих цивилизаций называют империями, поскольку они расширялись через завоевания. Неиндустриальные, или традиционные общества существовали до XIX века и исчезли с индустриализацией.
Развитие человеческих общностей является предметом дискуссий. Идея развития предполагала конечную цель (позитивное общество Конта или коммунизм Маркса), внутреннюю обусловленность процесса и различные этапы, а также моральные представления о прогрессе как движении по пути улучшений, освобождения или самореализации. На развитие общества влияют окружающая среда, политическая организация и культурные аспекты. Первые цивилизации возникали в плодородных регионах, в дальнейшем большее значение приобретает тип политической организации, хотя прямой связи между политическим и экономическим устройствами нет. Среди культурных факторов — религия, системы коммуникации и роль личности в истории общества. Как отмечает Гидденс, главный критерий социальных изменений — различия в социальных институтах. Маркс придерживался материалистического понимания истории: социальные изменения определялись развитием производства, экономики, а не ценностями или убеждениями. История человечества представляла собой историю борьбы классов и последовательной смены способов производства. Вебер, полемизируя с экономическим детерминизмом, выдвинул на первый план религиозные идеи. Развитие общества часто понималось как возрастание структурной и функциональной дифференциации, как эволюция от простого к сложному, от однородного к гетерогенному. Структурализм отрицал социологические теории социальных изменений и развития, считая исторические объяснения идеологическими конструкциями. Современная социология акцентирует роль человеческих действий в социальных изменениях, отказываясь от детерминизма и фатализма.
Эпоха модерна, или современности, согласно Гидденсу и Ф. Саттону, датируется с середины XVIII века до середины 1980-х годов и включает радикальные экономические, политические и культурные изменения: рационализацию, секуляризацию, демократизацию, индустриализацию, возникновение капитализма, урбанизацию и урбанизм, эмансипацию, индивидуализацию, подъём науки. Среди социологов нет согласия по объяснению этих изменений и значимости тех или иных факторов. Классики подчёркивали разрыв с традиционным обществом: переход от механической к органической солидарности (Дюркгейм), от феодализма к капитализму (Маркс), процесс рационализации (Вебер). Промышленная революция в Англии в конце XVIII — начале XIX века, затем — в других странах Европы и Северной Америки заменила человеческий и животный труд машинным с использованием «неживых» источников энергии (электричество, пар и др.) и радикально изменила образ жизни людей, обеспечила массовое товарное производство. В XIX веке в ходе интенсивной урбанизации люди переселялись из сельской местности в города для работы на крупных предприятиях, на основе технологического прогресса и использования природных ресурсов возникло индустриальное общество.

### Рационализация и дифференциация
По Веберу, в ходе «расколдовывания мира» ― рационализации ― идеи и верования традиционного общества уступают место методическим правилам и формальному мышлению. Формальная рациональность связывалась с ориентацией индивида (актора) на средства и цели. Рационализация включала развитие науки, техники и бюрократии. Вебер считал рационализацию всё большего числа социальных сфер и институтов всемирно-историческим процессом, без которого невозможно понять современное общество, но не связывал её с прогрессом, допуская возможность «железной клетки»: повторяемость и предсказуемость действий ведёт к утрате индивидуальности, свободы и смысла. Идеи Вебера развивались многими социологами, хотя его оценки неоднократно оспаривались. Рационализация трактовалась как увеличение самоконтроля и управления миром, расширение «процесса цивилизации» (Элиас); как движение в сторону тотального контроля и одномерности человека, господства обезличенной объективности (Г. Маркузе). Хабермас, признавая негативные последствия рационализации (утрата смысла), усматривал в рациональной коммуникации возможности для эмансипации (достижение консенсуса в дискуссии через аргументацию как основа демократии). Фуко критиковал экспансию рациональности в социальных науках, которую связывал с возрастанием техник власти и формированием субъекта («субъективация»). Позднее подвергались сомнению как наличие формальной рациональности в организациях сетевого типа, так и идея расколдовывания, поскольку религия в начале XXI века переживала возрождение.
Современные общества основаны на разделении труда, с растущим количеством профессий и специализации. Дюркгейм увязал распространение разделения труда ― изначально распределение задач и занятий на производстве ― с переходом к новому типу солидарности, от коллективизма и недифференцированности традиционных форм жизни к функциональной дифференциации и специализации ролей, обособлению различных сфер деятельности на основе собственных автономных правил, к индивидуализму. По Дюркгейму, индивидуализм становится коллективной ценностью и создаётся новый тип социальной интеграции на основе расширения экономической взаимозависимости. Процесс дифференциации затрагивает труд, социальные группы, сети коммуникаций, нормы, роли и статусы, стратификацию и др. Дюркгейм поставил проблему связи социальной дифференциации и интеграции: как прийти к общим смыслам? как обеспечить коммуникацию и обмен между автономными областями? Его ответ был функционалистским, разделение труда обеспечивало интеграцию. Парсонс возвёл социальную интеграцию в ранг абсолютного морального критерия, этой задаче подчинялась дифференциация. Бурдьё связывал дифференциацию различных социальных полей с трудностями адаптации индивидов и эмпирически исследовал множественные конфликты в центре современного общества. Идея дифференциации через автономию социальных подсистем доведена до предела у Лумана: невозможность моральной интеграции современного общества оставляет место только для контингентности.

### Капитализм
Экономическую систему, возникшую на Западе и основанную на рыночном обмене и производстве прибыли, часто называют капитализмом. Капитализм характеризуется распространением товарного производства, монетизацией экономических отношений и экспансией экономики в остальные области социальной жизни. Хотя элементы капитализма существовали и ранее (например, в торговле), становление капиталистических отношений относят к XVI—XVII векам. У социологов нет единого мнения о капитализме, наиболее влиятельным подходом остаётся теория Маркса, который выделял капитал (любой актив) и наёмный труд, отмечая роль первоначального накопления, последующую эксплуатацию, неравенство, прямой конфликт между господствующим классом (буржуазией), владеющим средствами производства, и пролетариатом. Капиталистическое производство приводит к отчуждению ― рабочего от процесса труда, от продукта труда, от друг друга и от своей «родовой сущности» (труд является сущностной чертой человека); человек ощущает бессилие и изолированность. Для Маркса буржуазное общество завершало развитие человеческих обществ перед приходом коммунизма; он считал, что революция трудящихся заложит основы более гуманной системы производства, удовлетворяющей потребности всех. В альтернативном подходе Вебера происхождение капитализма связывалось с религиозной этикой протестантизма, а стремление к прибыли ― с аскетизмом и дисциплиной; капитализм рассматривался как «меньшее зло». Большинство социологов полагают, что Маркс недооценил адаптивность капитализма, его прогноз о революции и крахе капитализма не реализовался; в этой связи Р. Дарендорф (1959) отметил распыление класса буржуазии, повышение уровня жизни, рост количества и влияния рабочих организаций, расширение правовой защиты. Ряд социологов считает, что анализ Маркса сохраняет актуальность. Развитие капитализма включало семейный капитализм в XIX веке, управленческий капитализм, капитализм всеобщего благосостояния в XX веке; в основе современного институционального капитализма — взаимное владение акциями в корпорациях. В начале XXI века капитализм существовал в подавляющем большинстве стран мира. Современные дебаты о капитализме отмечены влиянием двух противоположных подходов, Ф. Хайека и К. Поланьи, которые представляли рыночный (идея свободного рынка) и социальный либерализм (тезисы Поланьи о двойном движении и укоренённости экономики в социальной жизни).

### Модернизация, модерн и постмодерн
В конце XIX ― начале XX века сформировались институты модерна: централизованные государства с активным вмешательством в экономику, монополизированные рынки, крупные производственные и финансовые предприятия, массовые производство, потребление, социальные движения, коммуникации и культура. Модерн характеризуется колоссальным ростом богатства в некоторых странах и большим равенством во многих областях социальной жизни. Многие учёные считали чертами общества модерна динамизм, постоянные изменения образов мира и представлений об индивиде, восприятия пространства и времени; ускорение ритма жизни, часто связанное с жизнью в большом городе; раскол субъекта и фрагментированность человеческого существования; множественность точек зрения и неуправляемых ситуаций. В середине XX века в развитых странах широко распространился консьюмеризм ― образ жизни, который выражается в стремлении к постоянным покупкам и высоким материальным стандартам и считается полезным для экономики и личного саморазвития. Консьюмеризм стал возможным ввиду доступности кредитов, с 1960-х годов констатируется зависимость общества от консьюмеризма. Консьюмеризм, а не работа, в большей степени конструирует идентичность, даёт ощущение свободы выбора, не столько в использовании потребительских товаров, сколько в ожидании, поисках и желании. Ряд авторов отмечали переход от «парадигмы производства» к «парадигме потребления», от массового производства к гибким, менее стандартизированным моделям (от фордизма к постфордизму), этот подход оспаривался.
В 1970-е годы возникла концепция постиндустриального общества ― всё большее число людей в западных странах занято в сфере услуг — образовании, здравоохранении, финансах, что связывается с развитием компьютерных и информационных технологий, эмоциональным трудом. Возможно, эти изменения преувеличены, поскольку создание технологий зависит от промышленного производства. Часть авторов считает, что во второй половине XX века (или с 1970 годов) произошёл переход от общества модерна к постмодерну, который отражает больший плюрализм и разнообразие, относительность знания: культурные изменения подорвали процесс рационализации и институты модерна, веру в науку и уважение к авторитетам. Другие черты — ослабление национальных государств и экономик, риск, неопределённость, вторжение консьюмеризма и популярной культуры в повседневность и т. д. Эти же характеристики приписывают и модерну, поэтому понятия можно рассматривать как взаимодополнительные, например, в рамках позднего модерна, «незавершённого проекта» модерна (Хабермас), «текучей» современности (Бауман), «множественных модернов» (Ш. Эйзенштадт) и т. д. Теория рефлексивной модернизации (Гидденс, У. Бек) отмечает рефлексивность современной социальной жизни: людям приходится размышлять о себе и своей жизни в условиях незащищённости. У. Бек писал о переходе от классовых конфликтов индустриального общества к «мировому обществу риска». Общество постоянно взаимодействует с угрозами и опасностями, которыми сопровождаются модернизация, применение науки и технологий: загрязнение окружающей среды, глобальное потепление, распространение ядерного оружия. В повседневной жизни риск и неопределённость порождаются краткосрочной и нерегулярной занятостью, непрочностью семьи и брака и др. Гидденс связывает специфику модерна с отделением времени от пространства, с последующей глобализацией социальных отношений с помощью абстрактных систем, основанных на доверии, ― символических (деньги) и экспертных. Б. Латур отрицал различия между традиционным обществом, модерном и постмодерном.

### Международное неравенство и глобализация
В XX веке страны разделяли на Первый, Второй и Третий мир: развитые индустриальные державы (Европа, США, Австралазия и Япония), коммунистические государства (СССР и Восточная Европа) и развивающиеся страны (Африка, Азия, Южная Америка). Развивающиеся страны, копирующие политическое устройство западных обществ, сформировались во многом вследствие контактов с ними, что разрушило их собственный традиционный уклад. В середине XX века, в условиях деколонизации и опасности распространения коммунизма, у которого была аналогичная линеарная модель, доминировала теория модернизации (У. Ростоу и др.): все национальные государства проходили через одинаковые этапы, догоняя «развитые» страны, которые являлись образцом. «Догоняющим» странам следовало для будущего процветания инвестировать в инфраструктуру, новую промышленность и передовые технологии ― этой модели соответствовали Южная Корея, Сингапур или Гонконг (новые индустриальные страны), но не страны Африки. В 1960-е годы И. Валлерстайн и А. Г. Франк (теории мир-системы и зависимого развития) указали на эксплуатацию «развитым» центром (ядро) «отсталой» периферии. Позднее в этих подходах, как и у классиков, были раскритикованы экономоцентризм, значение национальных государств, линеарность и европоцентризм, акцентировалась не эксплуатация, а маргинализация периферии. Современные критические исследования развития (critical development studies) в большей степени представляют собой культурную критику развития как единообразия, но игнорируют вопросы международного неравенства в контексте глобального капитализма.
Во второй половине XX века производство переносится из развитых стран в развивающиеся с дешёвой рабочей силой, констатируется глобальное экономическое разделение труда между государствами, хотя критики отмечают снижение квалификации и деградацию труда. На начало XXI века основная часть мировых доходов, богатства и ресурсов приходилась на развитые страны: 20 % населения мира потребляло 86 % товаров и услуг. Разные темпы роста привели к максимальному в истории разрыву: по данным ООН (1999), средний доход в пяти самых богатых стран в 74 раза превышает доход в пяти самых бедных, в развивающихся обществах распространена нищета (в которой живут около 1,2 млрд человек), перенаселённость, трудности с образованием и здравоохранением. Неомарксисты полагают, что относительно бедные страны сохраняют зависимость от развитых стран, которые присваивают их ресурсы и дешёвую рабочую силу.
На начало XXI века свыше 90 % населения развитых стран и 50 % населения мира проживали в городах и мегаполисах; для современного мира характерны сложные системы политического управления, широкое применение промышленных технологий, развитие транспорта и связи. Индустриальное общество обеспечивает нужды свыше 7 млрд человек на планете. С конца XX века обсуждалась глобализация — становление глобального общества через преодоление географической разобщённости, тесные связи между сообществами. Глобализации способствовали деколонизация, создание транснациональных социальных пространств, появление новых форм космополитизма, позволяющих конструировать множественные идентичности. Выделяются экономическая глобализация, связанная с развитием международной торговли, культурная и политическая; глобальные и локальные элементы смешиваются в глокализации. Экономический подход представлен, например, концепцией мир-системы; культурный подход изучает массмедиа (сетевое общество М. Кастельса, медиаландшафт А. Аппадураи); социально-политический подход рассматривает пространство и время глобального капитализма (Гидденс, Д. Харви).
Последние десятилетия были отмечены такими явлениями, как интернет, социальные медиа и цифровая революция; «текучий гендер» и усложнение семьи; мультикультурализм, новые потоки миграции и всемирная тенденция к урбанизации; финансовые кризисы и глобальные экологические проблемы, созданные человеком; терроризм, политические волнения и изменение природы вооружённого конфликта; низкий уровень рождаемости, быстрое старение, депопуляция в развитых странах; изменения в жизненном пути: возросшие ожидания, вариативность временных рамок в таких областях, как образование, семья и занятость.

## Социальные структуры и социальные действия
Одни авторы считают, что действия акторов ограничивают социальные структуры, которые упорядочивают социальную жизнь, например, классовая система или семья. Другие исходят из первичности социальных акторов (индивидов) и их осознанных действий. Одни социологи изучают социальную структуру, рассматривают феномены на макроуровне, на большом масштабе, и исключают из исследования действия индивида. Другие изучают действия, индивидуальные поступки на микроуровне.

### Структуры, системы, институты
В социальную структуру, как правило, включают институты и социальные отношения (например, взаимозависимость, этот подход восходит к Зиммелю); некоторые социологи не признают понятия «социальная структура», считая её сконструированной фикцией. Дюркгейм считал, что общество включает в себя социальные факты, главные из которых ― коллективные представления. Социальные факты и их взаимосвязи ― это материальные и нематериальные структуры (то есть культурные нормы и ценности), внешние силы, которые не зависят от индивидов и воздействуют на них; одни социальные факты объясняются другими социальными фактами. По Дюркгейму, коллективные представления структурируют ожидания и формируют институты, которые, в свою очередь, нормативно обуславливают ожидания людей относительно друг друга и определяют отношения и причинные связи между людьми и их действиями. Эти социальные отношения образуют «институциональные структуры» — части общества со специальными социальными функциями.
Обращение к понятию системы было связано с задачей рассмотрения социального целого с исключением индивидуальных действий. Два подхода, которые часто комбинируются, пришли в социологию из физики и биологии. В. Парето и Л. Уорд описывали социальные системы в терминах сил, энергии и равновесия; Конт, Спенсер и другие рассматривали физиологию «социальных организмов» и их «функциональных» органов; потоки и метаболизм окружающей среды; эволюцию или развитие от одного структурного состояния к другому. Дюркгейм вывел из функциональных взаимосвязей социальную солидарность и интеграцию. Парсонс объединил идеи Парето и Дюркгейма: социальные системы отвечали на вызовы окружающей среды для целей равновесия и интеграции, адаптацию обеспечивали потоки информации в подсистемах. Социальная система определялась как совокупность акторов и их культурно обусловленных взаимодействий в определённых средах. Этот подход сочетался с кибернетикой и общей теорией систем и связывался с идеей, что системы в общем случае открыты (как биологические системы), но в состоянии равновесия могут считаться закрытыми. Общество ― это тип социальной системы с высшей степенью самодостаточности от внешней среды. Социальная структура понималась как способ описания повторяющихся и устойчивых моделей социального поведения и элементов социальной системы.
Парсонс синтезировал идеи Вебера и Ф. Тённиса и включил в «типовые переменные» все измерения действия: мотивы, роли и ценности. Эти переменные, помогавшие индивиду разрешать «дилеммы выбора», отличали модели современного общества от традиционных культур; констатировался переход от оценок личных качеств к критерию эффективности и успеха, от импульсивных мотивов к прагматическим, от общих суждений к специализированным и др. Четыре функции «системы действия» включали адаптацию к внешней среде, целедостижение, интеграцию через регулирование связей внутри системы и латентность как поддерживание системой мотивации индивидов через культурные модели. Функциям соответствовали поведенческая, личностная, социальная и культурная системы и четыре подсистемы; задача экономики — труд, производство и распределение (адаптация), политика задействует акторов и ресурсы (для достижения общих целей), фидуциарная система (школа, семья) передаёт нормы (латентность), социетальное сообщество (например, право) координирует элементы общества (интеграция). К примеру, экономические феномены рассматривались (Парсонс, Н. Смелзер) в рамках процессов адаптации и взаимодействия экономики со средой и другими подсистемами. Так, труд как ценность формируется в фидуциарной системе и входит в экономическую систему через обмен, где регулируется институтом трудового договора.
Институты ― это системы взаимосвязанных норм и образцов поведения, которые основаны на общих ценностях и ожиданиях и которые воплощаются в конкретном обществе или группе как коллективный способ действовать, думать и чувствовать. Институты определяют социальные роли и порождают социальные практики, через которые осуществляется социальная деятельность. Институты занимают центральное место в социальной структуре; институтами являются частная собственность, договор, демократия, свобода слова, гражданство, семья, брак, образование, материнство, патриархат. Государства, например, включают институты демократии, суверенитета и гражданства.
Парсоновский «нормативный функционализм» (по выражению Мертона) акцентировал институциональные аспекты структур; экономические, политические, религиозные и другие институты задают образцы поведения в социальной структуре, должные, законные или ожидаемые в конкретном обществе действия или взаимоотношения и, как следствие, обеспечивают социальный порядок и консенсус, служат для интеграции или адаптации индивидов. Символические интеракционисты в полемике с Парсонсом считали институты смысловыми рамками, позволявшими индивидам коллективно действовать. Теоретики конфликта указывали на роль идеологии в институциональном регулировании, Фуко показал отношения власти, пронизывающие институты; Гофман писал о тотальных институтах — тюрьмах, психиатрических больницах, концлагерях, монастырях и т. д. У Парсонса, как и в структурализме, структуры направляли, ограничивали и детерминировали действия. В конце XX века подчёркивались рассеянность и фрагментарность структур (постструктурализм) и отдельных подсистем (Луман). В теории структурации общество понимается как «сгусток» институтов, существующий во времени и в пространстве на основе структурных принципов.

### Действие и взаимодействие
В социологии различаются действие и способность к действию (агентность), которой обладают действующие лица (акторы). Действие часто противопоставляется социальной структуре. Современный исследователь П. Штомпка выделяет такие социологические категории, как поведение, действие, социальное действие, социальная деятельность, социальный контакт, взаимодействие и социальные отношения. Действие ― это момент поведения, имеющий тот или иной смысл; в социальном действии учитывается фактическое или ожидаемое действие со стороны партнёра. Социальная деятельность полностью направлена на реакции других людей; социальный контакт ― это два социальных действия разных акторов, ориентированных друг на друга. Взаимодействие как последовательность взаимных социальных действий может быть повторяющимся, регулярным и регулируемым; ход регулируемого взаимодействия определяется социальными нормами и правилами. По Штомпке, стабильное взаимодействие между индивидами, которые обладают конкретными статусами и исполняют связанные с ними роли, составляет социальные отношения.
Вебер считал предметом социологии осмысленные человеческие действия, которые формируют структуры, институты, организации и т. д. Он ввёл понятие социального действия, в котором выделил четыре типа: целерациональное действие, ориентированное на достижение целей на основе расчёта; ценностно-рациональное, направленное на ценности; аффективное действие, совершаемое под влиянием эмоциональных состояний; традиционное действие, укоренённое в длительной привычке. В прагматизме и символическом интеракционизме отрицалось рассмотрение действия через цели и средства, подчёркивались его рефлексия, рефлексивность и креативность. В неокантианской и феноменологической традициях значимыми считались установки, предписания, типизации; эти традиции критиковались за недооценку влияния структур. Символические интеракционисты считали, что люди действуют на основе смыслов, которые создаются в социальном взаимодействии и затем интерпретируются. Рациональный подход к действию развивался в теории обмена и, в частности, в теории рационального выбора: оба актора действуют рационально и заинтересованы в максимальной выгоде (этот подход часто критиковался как редукционистский). Здесь экономическая модель переносится на все области социальной жизни, образцом служит договор купли-продажи. Даже в случае альтруистических действий индивид рассчитывает что-то получить, не обязательно в материальной форме.
Социология зачастую определяется как наука о социальном взаимодействии. Взаимодействие лицом к лицу изучает микросоциология. Социологи исследуют, как повседневная рутина (распорядок дня, устойчивые привычки и др.) структурирует и формирует все действия людей в социальной жизни; как люди творчески взаимодействуют, упорядочивая реальность (символическое конструирование реальности); как повседневное взаимодействие влияет на макроструктуры, крупные формы социальной организации. Зиммель одним из первых рассмотрел формы взаимодействия (конфликт) и типы участников (например, чужак) и выделил базовые «социальные формы», которые не зависят от «нормативного» содержания: диада (два человека) и триада (трое). В триаде заложены возможности больших социальных структур: один из участников может быть посредником между двумя другими или двое могут иметь власть над третьим. В символическом интеракционизме Чикагской школы было сформулировано определение ситуации У. Томаса (1921): если ситуация определяется человеком как реальная, то она реальна по своим последствиям. Вне зависимости от «объективных» условий индивиды воспринимают ситуацию субъективно, но за рамками психологии. Субъективной является, например, относительная бедность. Томас считал, что моральные правила и нормы устанавливаются через последовательные определения ситуации. На уровне лицом к лицу человек выясняет, кто ещё присутствует, что они делают и как выстраивать собственное действие. Г. Блумер считал определение ситуации всегда открытым для пересмотра: люди используют альтернативные интерпретации или ведут себя неожиданно, что влияет на действия других. Этнометодология изучала простейшие способы (компетенции, навыки и моральные обязательства), которые люди применяют в повседневной жизни, чтобы понимать смыслы сказанного и действия других. Гарфинкель открыл «фоновые ожидания» — внешне малозначимые условности, которые помогают людям в обычных беседах и разговорах. Этнометодологи исследовали обращение полиции с молодёжью и бездомными, работу присяжных, искусство прогулок и др.
В драматургическом подходе Гофмана взаимодействие и социальная жизнь рассматривались подобно театру, где есть передний и задний планы. Передний план ― это социальные обстоятельства или встречи, при которых действия соответствуют социальным ролям («игра на сцене»); на заднем плане, «за кулисами», люди готовятся взаимодействовать. Так, родители демонстрируют перед детьми согласие и ссорятся только тогда, когда дети спят. Согласно Гофману, люди управляют производимым впечатлением, но не обязательно на основе расчёта. Смыслы содержат многие внешне незначительные аспекты взаимодействия, как, например, гражданское невнимание: люди обмениваются взглядами на улице, но не смотрят друг другу в глаза; давая понять, что знают о присутствии другого, избегают бесцеремонности. Пристальный взгляд может означать и враждебность, и любовь. Невербальное общение включает гендерный аспект: зрительный контакт и пристальный взгляд для мужчин и женщин имеют разный смысл. Взаимодействие протекает во времени и в пространстве; личное пространство ― это расстояние между участниками коммуникации. Э. Холл выделил дистанцию интимной близости, личную, социальную и публичную. В нефокусированном взаимодействии люди демонстрируют знание о присутствии друг друга и вербально не контактируют, например, на улице в часы пик, на приёме, в кулуарах театра и т. п. Фокусированное взаимодействие совершается двумя или более людьми, вовлечёнными в коммуникацию, и разделяется на отрезки или эпизоды (в терминах Гофмана ― «встречи»), которыми могут быть болтовня о пустяках, дискуссии на семинаре, контакты с продавцами, официантами и т. д. «Маркеры», например, место и тон беседы на приёме, указывают на последовательность встреч и отличают их друг от друга и от нефокусированного взаимодействия на заднем плане.
Среди наиболее известных современных решений дихотомии структура ― действие — теория структурации Гидденса («практическое сознание») и социология Бурдьё («габитус»). Обе концепции выстроены вокруг понятия социальных практик, сюда же примыкает «колонизация жизненного мира» Хабермаса. Гидденс считал структуру и действие взаимообусловленными («дуальность структуры»), первая оказывается условием возможности второго, хотя действие тоже воспроизводит социальные структуры. У Гидденса структуры понимаются как правила и ресурсы; согласно теории Бурдьё, индивиды постигают и обживают социальный мир через габитус — ментальные и телесные структуры, которые различаются в зависимости от социальной позиции. Габитус тесно связан с полем — областью социальной жизни (политика, образование, экономика и т. д.), в которой разворачивается борьба с привлечением разных видов капитала. Последние разработки связываются с анализом социальных сетей, который рассматривает действия акторов в сетях динамичных отношений; концептуализация актантов (Б. Латур и др.) вводит нечеловеческие элементы, социальные потоки коммуникации, денег, компьютерных сетей и др. Согласно новой экономической социологии, экономические действия укоренены в социальных и культурных отношениях; акторы определённым образом связаны или не связаны друг с другом в социальных сетях. Так, в структурных дырах отношения частично отсутствуют, а акторы, имеющие отношения, формируют «мосты» между несвязанными элементами и получают преимущества в информации и контроле (например, в инвестировании).

### Общности, группы, организации
Сообщество, или общность ― одно из спорных понятий в социологии из-за его многоохватности и нормативной коннотации; эта модель социальной интеграции подразумевала обращение к идеализированным образам малых сообществ прошлого. В конце XIX века Ф. Тённис разграничил общность и общество (Gemeinschaft и Gesellschaft): органическое локальное сообщество и безличное крупное общество. В ходе урбанизации и индустриализации второе постепенно вытесняет первое. Схема Тённиса, подчёркивавшая утрату солидарности из-за модернизации, неоднократно воспроизводилась, в частности, в работах Чикагской школы. В середине XX века общности чаще понимались в территориальном или пространственном смысле, проводилось множество эмпирических исследований городских сообществ (например, этнических); позднее акценты сместились на общие интересы или идентичности. В обыденной жизни распространены представления о разных сообществах ― гей-сообществе, академическом сообществе, чёрном сообществе, мусульманском сообществе и т. д. В последние годы начали изучаться виртуальные сообщества, соотношение между глобальными и локальными сообществами, влияние географической мобильности; альтернативной концепцией стал анализ социальных сетей ― менее нормативный и не зависящий от внутренних характеристик.
П. Штомпка выделяет несколько типов социальных общностей, в зависимости от степени интеграции: популяция (множество единиц), статистическая категория (общность сходных черт), социологическая категория (сходство значимых признаков, одинаковая жизненная ситуация, интересы, шансы), социальная категория (помимо общих значимых черт, осознание общности и различий), социальная группа, социальная организация. В социальной группе, наиболее важном типе общности, взаимодействуют два или более индивида, которые обладают общими признаками и коллективной идентичностью между членами социальной группы более интенсивно проявляются социальные отношения. Первичные социальные группы, например, семья или круг друзей, характеризуются личными и длительными отношениями; вторичные социальные группы ― крупные и обезличенные, их участники имеют определённую цель или занимаются конкретной деятельностью. Группы отличаются от толпы — анонимного и временного собрания людей, которые спонтанно контактируют в пространстве.
Социологи противопоставляют организации институтам; это социальные группы или коллективы, которые отвечают на социальные потребности и реализуют конкретные задачи. Организации включают малые и большие группы людей — транснациональные корпорации и многонациональные правительственные объединения. Чаще всего социологи изучают крупные структуры ― правительства, образовательные и медицинские учреждения, компании, религиозные организации, профсоюзы. Наиболее распространены формальные организации, действующие на основе свода писаных правил и процедур. Современные исследования организаций начались с веберовского анализа бюрократии. Вебер связывал её возникновение с капитализмом (хотя она и выходит за его рамки) и рационализацией и описал её идеальный тип. Бюрократия ― это формальная организация на основе писаных правил, договоров, иерархии и централизации власти, разделения труда и развитой специализации. Оценки степени влияния бюрократии в современном обществе и её самой разнятся ― от позитивных до негативных. Бауман полагал, что Холокост был бы невозможен без рационального управления и бюрократии.
В начале XX века Р. Михельс считал, что крупные организации подчиняются «железному закону олигархии» ― власть и контроль неизбежно сосредотачиваются у небольшой элиты. В функционализме подчёркивалась обособленность организаций от индивидов, позднейшие исследования частично ушли от этих трактовок, отмечая конфликты интересов и целей внутри организаций, властные отношения и неформальные (личные) связи, рутинизацию правил. Современные социологи часто говорят о конце или по меньшей мере о модификации бюрократии, поскольку массовое потребление потребовало менее бюрократизированного производства. Под влиянием теоретиков конфликта (веберианцев и марксистов) в организациях стали обнаруживать иррациональность и неэффективность; оказалось, что различия между современными и домодерными организациями не столь велики.

### Семья, образование, массмедиа, религия, наука
Социологи рассматривают семью как универсальный социальный институт и малую социальную группу, которая связывает людей кровными узами, браком или усыновлением, и взаимными обязательствами. Институт родства включает социальные отношения и практики, которые накладываются на биологические связи, прежде всего, кровнородственные. В домохозяйстве люди живут вместе и ведут совместное хозяйство, но не обязательно являются родственниками. В человеческой истории представления о семье изменялись, в разных культурах существует множество форм семьи. Семьи обычно вырастают из брака — узаконенных и продолжительных отношений, включающих экономическое сотрудничество, сексуальные отношения и воспитание детей; брак признаётся третьими лицами, в современных обществах эту роль выполняет государство. Свободный выбор супруга становится более распространённым. Нуклеарной семьёй называется простейшая форма, состоящая из двух поколений — родителей и детей; нуклеарная семья получила распространение в эпоху модерна. Расширенная семья включает в одном домохозяйстве три поколения и других родственников. Другими формами являются неполная семья, полигамная семья, семейная пара без детей, сводная семья и другие. Структурные функционалисты отмечали роль семьи для социализации, регулирования сексуального поведения, воспроизводства социального порядка, материальной и психологической безопасности; теоретики конфликта считали, что через семью утверждается социальное неравенство; в микросоциологии рассматривалась эмоциональные аспекты создания семьи (интеракционизм) или отношения выгоды (теория обмена).
Институт образования обеспечивает передачу знаний, навыков и норм поведения. До XIX века школьное обучение было личным делом, а затем стало всеобщим и обязательным, поскольку промышленности и управлению требовались обученные грамоте и счёту работники. Функционалисты акцентировали задачи формирования образованного и квалифицированного населения: Дюркгейм считал, что образование прививает детям общие ценности, необходимые для поддержания социальной солидарности, Парсонс отмечал усвоение ценности индивидуальных достижений. Марксисты и другие критики усматривали в образовательных институтах скрытое воспроизводство социального неравенства, а не уравнивание жизненных шансов; в 1960-е годы Бурдьё эмпирически проанализировал наследственную передачу средними и высшими слоями культурного и социального капитала (власть и привилегии) через школу и университет. Критические подходы подтверждались многочисленными исследованиями, хотя недооценивали творческие аспекты человеческой деятельности.
Массмедиа — это формы коммуникации с большим охватом аудитории: печатные издания, радио, телевидение, кино. Социологи по-разному рассматривали массмедиа, в особенности телевидение: как положительный коллективный опыт социализации (функционализм), как легитимацию экономической власти (критические подходы) или как опосредованное квазивзаимодействие (интеракционизм). В критической теории люди считались пассивными получателями медиасообщений: Ж. Бодрийяр полагал, что пришествие телевидения более не позволяет получать адекватное представление о реальности; по выражению Лумана, «то, что мы знаем о нашем обществе…мы знаем благодаря массмедиа». Малоизученными в социологии остаются такие цифровые технологии, как мобильная связь, цифровое телевидение, видеоигры и интернет, которые произвели интерактивную революцию в массмедиа. В последние десятилетия возникла культура знаменитостей (селебрити), индивиды оцениваются по их медийной узнаваемости, а не по достижениям.
Религия существовала во всех человеческих обществах; социологи обращают внимание на систему символов, внушающих благоговение или страх, а также ритуалов, или обрядов. Три наиболее крупные монотеистические религии — иудаизм, христианство и ислам; другие религии — индуизм, буддизм, конфуцианство и даосизм. К основным типам религиозных организаций относятся церковь, секта, деноминация и культ. Маркс считал религию бегством от реальности, идеологией, историческим явлением; Вебер допускал возможность её положительного влияния на общественные изменения. Дюркгейм, отмечая долговечность религии, считал её подлинно социальным феноменом, формой знания об обществе; религиозные ритуалы или церемонии поддерживают социальную солидарность и интеграцию. Дюркгейм определял религию как единую систему верований и практик, относящихся к сакральным (запрещённым) вещам и объединённых в единую нравственную общность. Процесс секуляризации являлся предметом споров, её критериями считаются численность верующих, социальный престиж религиозных организаций и степень религиозности людей. С одной стороны, религия, как предсказывали классики, утрачивала свою роль в современном обществе, с другой, возникло множество новых религиозных движений ― духовных групп, культов и сект. Религиозные фундаменталисты верят, что можно вернуться к основам их доктрин.
Наука и техника повсеместны в социальной жизни, формируют представления человека о мире, о себе и об обществе. Согласно сциентизму, наука ― лучшая форма знания, а научные открытия и прогресс неизбежны. На строгую науку ориентировались классики социологии. Вебер первым указал на социальный контекст науки и социальные роли учёных. Мертон (1942) выделил ценности и нормы научного сообщества: универсализм, коллективизм, бескорыстность и организованный скептицизм; идеальный тип научного метода, эксперимент, связывался с истинным и свободным от ценностей знанием. Сциентизм и технологический детерминизм доминировали до 1970-х годов, когда произошёл переход от реализма к релятивизму, к новой парадигме социального конструктивизма. Наука стала изучаться как часть социального мира (сильная программа Д. Блура), ценностная нейтральность была поставлена под сомнение; Б. Латур, С. Вулгар и другие исследовали конструирование фактов, научного знания и реальности. Возникли социология научного знания, затем ― исследования науки и техники. Акторно-сетевая теория объединила ряд подходов, которые не разделяют науку и технику; исследуют сети отношений между людьми и объектами; выводят научные результаты из действий и интересов актантов (не обязательно людей).

## Социальное неравенство

### Класс и статус
Различаются неравенство доходов, здоровья, образования и образовательных возможностей. Исследование социального неравенства затрагивает и политические взгляды и личные представления об организации общества. Со времён Маркса главной формой социального неравенства считался класс ― та или иная экономическая позиция крупных социальных групп, зависящая от рода занятий, отношения к собственности и образа жизни. Статус — это социальное положение индивида, связанное с признанием его репутации или влиятельности другими. Статус является частью социальной идентичности и формирует отношение к другим. Социологи различают предписанный и достигнутый статус: с первым связаны пол, возраст или раса, ко второму относятся, например, статусы атлета, наёмного работника или выпускника вуза. Главный статус определяет общее социальное положение и наиболее важен в жизни индивида. Чаще всего это род занятий, но также и болезнь (например, рак) или инвалидность. Маркс увязывал класс со средствами производства и считал статусные различия вторичными; Вебер рассматривал класс шире, учитывал навыки и квалификации индивида, его позицию на рынке труда. В отличие от Маркса, Вебер не считал классовые различия главным источником социальных конфликтов. Его многомерная концепция стратификации выделяла три аспекта неравенства, дифференциации социальных групп: экономическое неравенство, или положение класса; статус, выражающийся в социальном престиже или репутации; распределение власти и производство элит. Вебер связывал статусные отношения с жизненными шансами и жизненным укладом.
С 1980-х годов идея класса всё больше критиковалась, иногда провозглашалась «смерть класса». Критики утверждают, что в современных обществах потребления классовые различия частично устранены: личная идентичность ориентирована на статусные различия (которые стали всеобъемлющими), стили жизни и вкусы, которые формируют общую идентичность сообщества равных по статусу. Однако споры между веберианцами и сторонниками класса продолжаются: множество исследований показывают, что класс рождения остаётся главным фактором для жизненных шансов и социальных отношений. Классы существуют, но более не считаются базовым измерением. Влиятельная теория интерсекциональности описывает пересечения разных видов неравенства: класса, гендера, этничности, расы или инвалидности.

### Бедность
Бедность — отсутствие ресурсов или дохода для доступа к базовым (предметы первой необходимости) или нормальным благам. Социологи различают абсолютную и относительную бедность: первая отсылает к прожиточному минимуму, который позволяет поддерживать приемлемый образ жизни — в абсолютной бедности живут люди, испытывающие недостаток в продуктах питания, жилье и одежде, например, две трети населения Нигерии или Руанды. Относительная бедность соизмеряется с общими культурными стандартами социальной жизни, поскольку представления о необходимом для существования или богатстве различаются в разных культурах. Оба понятия являются дискуссионными: абсолютную бедность трудно стандартизировать, а критерии относительной бедности изменяются во времени. Во многих странах существует официальная черта бедности; некоторые учёные отмечают различие между статистикой и субъективными критериями, представлениями о бедности самих людей. Причины бедности находят либо в ответственности индивида, либо в социальных структурах. Первая точка зрения известна с XIX века и возродилась в 1980-х годах; согласно концепции О. Льюиса (1961), культура бедности передаётся из поколения в поколение. Другой подход выводит бедность из объективных структурных противоречий, обращает внимание на неравное распределение ресурсов, на социально-экономические условия: экономические подъёмы и спады, политику в области образования, социальные деления, инвалидность. Иногда вместо бедности говорят о социальном исключении ― отсутствии у бедных доступа к гражданским правам.

### Социальная стратификация и мобильность
Социальная стратификация — это система, которая иерархически распределяет категории людей и группы людей, создавая структурированное неравенство. Стратификация относится к обществу, а не к индивидуальным различиям; устойчива во времени; универсальна, хотя изменчива по форме; поддерживается культурными убеждениями — идеологиями, которые её оправдывают, считая неравенство естественным и справедливым. Исторически существовали такие формы стратификации, как рабство, каста, сословие и класс. В кастовой системе аграрных обществ социальное положение предписывается (по происхождению) — человек не выбирает, например, профессию или супруга в браке. Классовая система индустриальных обществ основывается как на происхождении человека, так и на индивидуальных достижениях, содержит элементы меритократии. В мейнстриме американской социологии (Парсонс) социальная стратификация рассматривалась как вопрос социальной иерархии и общих культурных ценностей, нормативные отношения порождали классовые. В структурном функционализме был сформулирован тезис Дэвиса—Мура (1945): социальная стратификация необходима, она положительно влияет на общество, поскольку способствует экономической продуктивности; неравное вознаграждение привлекает наиболее талантливых людей к наиболее важной для общества деятельности. Перемещение по системе стратификации называется социальной мобильностью. Мобильность может быть горизонтальной (например, географические перемещения) или вертикальной (движение вверх или вниз между социоэкономическими позициями), последняя разделяется на восходящую и нисходящую. Внутрипоколенная мобильность характеризует движение по иерархии в течение человеческой жизни, межпоколенная мобильность ― достижения детей по сравнению с их родителями.

### Гендер, раса и этничность
Гендер ― это социальные, культурные и психологические особенности и поведение, связанные с различиями между мужчиной и женщиной. Гендер противопоставляется полу, который обозначает анатомические и физиологические различия; некоторые авторы отрицают это базовое разделение. Большинство социологов считают гендер сложным социальным конструктом, иногда отмечается его нестабильность. Гендерная социализация рассматривается как усвоение гендерных ролей через социальных агентов, воспроизводство гендерных различий. Классики и Парсонс объясняли гендерные различия разделением труда, биологическим воспроизводством и дифференциацией, принятием мужских и женских ролей. Появление гендерных исследований связывается с феминизмом, с преодолением функционализма, с открытием гендерного неравенства. На эти исследования повлияли идеи Фуко, Гофмана и Бурдьё — о дискурсивном конструировании субъективностей, исполнении социальных ролей, воспроизводстве и изменении гендерных отношений в социальных практиках (через габитус). Д. Батлер считает гендер перформативом — люди исполняют свой гендер. С точки зрения феминистских теоретиков, систематическое господство мужчин над женщинами в различных институтах и областях общества — патриархат — не исчезло, а сохраняется в современных обществах, осуществляется через язык и дискурс. Структуры патриархата исследовались в таких областях, как репродуктивные технологии, социализация, семья, домашнее насилие, трудовая деятельность, культурные репрезентации. Квир-теория радикализирует постструктурализм и отрицает установки гетеросексуальности и гендерной бинарности, утверждает открытость и неустойчивость сексуальных категорий.
Другие типы социальных различий ― раса и этничность. «Раса» описывает особенности, связанные с биологическими характеристиками (цвет кожи, форма носа и др.). Хотя представления о различиях по цвету кожи были распространены ещё в древности, современная идея расы («научный расизм») была сформулирована в XVIII―XIX веках и использовалась для оправдания колониализма, а затем дополняла идеологии национал-социализма или апартеида. Причины расизма и расиализации — исторического процесса придания социальной значимости расовым классификациям — усматривают в экономических, политических, культурных и религиозных факторах. Понятие расы дискредитировано в социальных науках и чаще всего рассматривается как идеологический конструкт, хотя широко используется за рамками социологии. «Этничность» относится к социальной группе, которая имеет чёткую и обособленную культурную идентичность. Этническую группу связывает общий жизненный уклад: язык, религия, социальные нормы и представления, общая история и историческая память. Этничность трудно использовать в строгом анализе ввиду неточности и неустойчивости в разных контекстах, что отмечал ещё Вебер; концепт, возможно, не менее проблематичен, чем раса. Новое явление ― культурный расизм ― включает в расу культурные аспекты и размывает границу между расой и этничностью.

### Социальные движения и конфликты
Социальные движения (профсоюзные, женские, экологические и др.) коллективно действуют за рамками политических институтов, претендуя на выражение общих интересов, с целью изменить общество. Социальные движения проходят жизненные циклы, от появления в несформированном виде (волнения), через формальные организации до институциализации, успеха или неудачи. В ранней социологии социальные движения ассоциировали с бунтами, толпами или революциями, впервые их стала изучать Чикагская школа в 1920-е годы; Г. Блумер считал их агентами социальных изменений. Исследования социальных движений утвердились в мейнстриме во второй половине XX века. Согласно функционалистской теории Н. Смелзера (1950-е годы), причины общественных волнений лежали в «структурном напряжении» между ожиданиями и реальностью, выделялись различные ценности движений на разных этапах их развития. Теория мобилизации ресурсов постулировала рациональность и целенаправленность в действиях активистов социальных движений. В 1960-80-х годах во многих странах появились новые социальные движения ― студенческие, за права женщин, людей с ограниченными возможностями, сексуальных меньшинств, экологические, против распространения ядерного оружия. К примеру, движение за гражданские права чернокожих в США добилось законодательной отмены расовой сегрегации, а феминистское движение способствовало уменьшению гендерного неравенства. Одни авторы считали эти движения носителями символических представлений о невидимых для общества проблемах, другие отрицали их новизну или отмечали их трансформацию в подобие бюрократических бизнес-организаций (например, Greenpeace).
Конфликт — это межгрупповая борьба, связанная с противоречиями, разногласиями или соперничеством. Конфликты в истории человечества были всегда, они формировали мир человека и способствовали распространению человечества по планете, в том числе через завоевания. Сторонники классового конфликта между рабочими и капиталистами считали его главным; Зиммель вписывал этот конфликт в отношения взаимозависимости, считая конфликт формой человеческой связи, которая позволяет разным группам людей признавать друг друга и достигать единства. Конфликты рассматривались в марксизме, веберианстве, феминизме и др. Исследования конфликтов широко распространились в 1960-е годы, когда социологи обратились от статичных теорий Дюркгейма и Парсонса к Марксу и Веберу. Р. Дарендорф считал, что конфликты и разногласия порождаются различиями в личных и групповых интересах. Чаще всего изучаются конфликты внутри общества, вытекающие из главных форм неравенства: классового, политического, гендерного и др. Конфликтный подход критикуется за смешение конфликта и конкуренции.

## Культура
Социологи широко понимают культуру, как область общих смыслов, которая включает ценности, убеждения и нормы (нематериальные элементы), а также объекты и технологии (материальные аспекты). К культуре относятся доверие, стереотипы, мода, вкусы, нравы, обычаи, церемонии, образ жизни, нормы семьи, труда и досуга. Культура влияет на социальную жизнь через социализацию и формирование личности, создаёт и имплементирует ценности, образцы деятельности и поведения, модели институтов. В отношении ценностей индивиды занимают позицию оценки: ими могут быть предметы религиозного почитания, деньги, научное знание, моральное совершенство или политические задачи. Ценности наполняют человеческую жизнь смыслом и целями, регулируют человеческие стремления и действия, позволяют оценивать поступки других. Нормы ― это связанные с ценностями правила повседневного поведения и привычки. Нормы и ценности изменчивы, они различаются внутри культуры и в разных культурах. К примеру, в одних культурах ценится гостеприимство, в других — индивидуализм и моногамия, в третьих — традиционные ценности религии. Культурно однородными являются преимущественно небольшие общества; культурным многообразием отличаются современные индустриальные общества. Субкультуры выделяются по этническим, языковым или мировоззренческим признакам. Субкультура, отвергающая господствующие ценности и нормы, называется контркультурой. В современной социологии постулируется принцип культурного релятивизма, противоположный этноцентризму: культуры различны, но равнозначны, поэтому конкретная культура рассматривается с точки зрения её собственных ценностей и норм. Частью культуры является традиция, передаваемые из прошлого через поколения общие память, представления и поведенческие обычаи. Содержание традиции может меняться, её легитимацию называют традиционализмом, который противопоставляется модерну.
Дюркгейм считал верования, идеи, ценности, символы и ожидания коллективными представлениями, ментальными феноменами, составляющими основу любой культуры. Люди конструируют коллективные представления, чтобы иметь дело с природным миром и упорядочивать совместную жизнь. Парсонс полагал, что культура поддерживает социальный порядок и интеграцию. Марксистские подходы и теория конфликта рассматривали культуру как идеологию, гарант иерархии, эксплуатации, неравенства, как надстройку над капиталистическим способом производства. Неомарксисты Франкфуртской школы считали массовую культуру формой социального контроля, различая высокую и низкую культуру; теоретики постмодерна устранили это разделение, что иногда понималось как эмансипация и как возможность социологически изучать популярные формы культуры. Систематически культурное воспроизводство проанализировал Бурдьё, в его теории понятие капитала объединяет экономическое положение, статус, престиж и культурные навыки (образование). Формы капитала ― социальный, культурный, символический и экономический — могут обмениваться друг на друга. Бурдьё связывал культурный капитал со вкусами и стилями жизни социальных групп (в искусстве, музыке, кино и т. д.), с положением в социальной иерархии, достижением статуса и укреплением классовой позиции. С марксистской традицией связано понятие идеологии: распространённые в обществе убеждения и представления, которые обеспечивают и легитимируют, не всегда прямо, интересы господствующих групп. Критическое понимание идеологии, наиболее влиятельное в социологии, восходит к Марксу (хотя встречались и более нейтральные версии, например, у К. Мангейма). Маркс считал, что господствующие классы способны управлять идеями и легитимировать своё особое положение; марксисты выявляли идеологические искажения, оправдывающие неравенство, для целей эмансипации обездоленных и угнетённых. В начале XXI века идеологический анализ использовался не так активно, как концепция дискурса.

### Социализация, идентичность, жизненный путь, сексуальность
В процессе социализации, продолжающемся всю жизнь, человек учится жить в обществе и достигает чёткого чувства самости (личности) в действии, мышлении и чувствовании. Понятие социализации объясняет, как через поколения передаются культурные ценности и социальные нормы. В двух фазах социализации действуют разные агенты: наиболее интенсивно человек обучается во время первичной социализации, в младенчестве и детстве (язык и основные навыки), когда главным агентом является семья. Вторичная социализация происходит позднее, в юности и во взрослой жизни, когда семью заменяют школа, сверстники, массмедиа и место работы. Сверстники составляют «группу равных», объединённую общими интересами, социальным положением и возрастом; её влияние на индивида называется опережающей социализацией. Трактовки социализации различаются в зависимости от теорий: в структурном функционализме обращали внимание на влияние агентов социализации, фрейдистские и интеракционистские подходы акцентировали эмоции и противоречия, активную роль индивидов.
В ходе социализации индивид приобретает социальные роли ― нормы и ценности, которым он должен следовать исходя из своего социального статуса. Функционалисты считали, что роли жёстко детерминированы и стабильны рамках культуры: человек обучается правильно исполнять социальную роль, хотя активно воздействует на окружение. Парсонс определял социальные роли как структурированные ожидания, культурные образцы, которые формируют ориентиры для индивидов в конкретных контекстах взаимодействия. Интеракционисты оспаривали этот подход: роли задают общий вектор для поведения, но не определяют действия в конкретных ситуациях; по Гофману, индивида от разыгрываемых ролей отделяет ролевая дистанция. Человек исполняет и несколько ролей, поскольку обладает несколькими статусами — Р. Мертон ввёл понятие ролевой набор, совокупность ролей конкретного статуса. К примеру, будучи студентом, в аудитории индивид должен исполнять определённую роль, в качестве сына или дочери он должен вести себя иначе. Ролевой конфликт имеет место между ролями, которые соответствуют двум или нескольким статусам (человек отказывается от создания семьи ради карьеры), ролевое напряжение ― между ролями, закреплённым за одним статусом (начальник сохраняет дистанцию в общении с подчинёнными, хотя не против дружеских отношений с ними).
Индивиды или группы приобретают идентичность, которая отличает их от других; личная идентичность ― это осознание человеком себя как индивида. Одними из первых теории идентичности создали Дж. Г. Мид и Ч. Кули. Согласно теории зеркального Я Кули, оценка человека другими влияет на его самопонимание. Мид первым выстроил социологическую теорию формирования самости, которая развивается в социальном взаимодействии: дети становятся социальными существами через подражание, а впоследствии — через принятие ролей; в основе теории ― разделение на «Я» и «Меня» (Me). Социальные нормы и ценности воспринимаются ребёнком как обобщённый другой, роль которого он разыгрывает. В современных исследованиях различаются личная и социальная идентичность, а также первичная (гендер, этничность), следующая из первичной социализации, и вторичная, связанная с социальными ролями, профессией и статусом. Идентичности зачастую рассматриваются как неустойчивые и изменчивые, в русле работ Фуко; с 1980-х годов источниками коллективной идентичности считаются социальные движения.
В развитых обществах люди живут в среднем 75 лет, смерть связывается с возрастом. До 1970-х годов человеческая жизнь рассматривалась как универсальный жизненный цикл из чётких биологических этапов: младенчества, детства, юношества, зрелости, старости и умирания. В современной социологии подчёркивается социальное конструирование жизненного пути, хотя дискуссии о биологической или социальной природе детства продолжаются. Опыт детства в современном обществе отличается от такового в традиционных обществах, детство не было универсальным и стало отдельным этапом лишь в три последних столетия. Во второй половине XX века возникла молодёжная культура, увеличилась продолжительность жизни, повысились шансы дожить до глубокой старости (свыше 80 лет).
Сексуальность рассматривается как сложное сочетание биологических и социальных факторов, которые определяют сексуальную ориентацию ― направленность сексуального или романтического влечения человека. Большинство людей гетеросексуальны, существуют и другие ориентации, составляющие различные сексуальные идентичности. С XIX века сексуальность изучали в медицине, биологии и психологии; в середине XX века А. Кинси в ходе масштабного социологического опроса выявил разрыв между социальными нормами и сексуальным поведением. После работ Фуко конца 1970-х годов исследовали стали изучать конструирование, отрицание и подавление сексуальности; так, до недавнего времени в странах Запада гомосексуальность связывалась с девиантным поведением и считалась психическим нарушением. В последние десятилетия на Западе произошла либерализация сексуальных ценностей, что связывается как с отделением сексуальной жизни от воспроизводства, так и с большим принятием разных форм сексуального поведения и ориентации за рамками брачных отношений.

### Девиация и социальный контроль
Девиация характеризует поведение, воззрения, верования и стили индивидов или групп, которые противоречат нормам, ценностям и ожиданиям, принятым большинством общества; девиантное поведение связано с преступным, но к нему не сводится. В социологии нет консенсуса по девиации; в отличие от биологов и психологов, социологи не столько различают норму и девиацию, сколько помещают последнюю в социальные структуры и ситуации и, помимо нарушения правил, изучают, как они создаются, соблюдаются и воспроизводятся. Впервые явление рассмотрел Дюркгейм, считавший, что девиации (как социальный факт) неизбежны и до некоторой степени полезны для общества: как инновациями, так и тем, что напоминают каждому об общепринятых нормах. Согласно дюркгеймовской концепции аномии, люди ощущают страх, отчаяние или тревогу, теряют ориентиры в условиях неопределённости, когда разрушаются традиционный образ жизни, мораль и религия; социальные нормы не работают, поскольку современное общество меняется слишком быстро. Р. Мертон применил идею аномии для эмпирических исследований преступности и девиантности и обнаружил, что культурные цели общества («американская мечта») не соответствовали способностям отдельных индивидов их достичь; разрыв между культурными ценностями и собственной социальной позицией, высокая степень социального неравенства и разобщённости, приводит представителей низшего рабочего класса к девиантному поведению, к преступлениям.
Девиациями назывались молодёжные субкультуры 1950 годов. Люди зачастую нарушают принятые нормы поведения, но обычно им следуют; в западных странах, с их ценностями индивидуализма и личного выбора, количество жёстко соблюдаемых норм невелико, а к низовой девиантности относятся терпимо. Э. Лемерт разграничил первичную (незначительные поступки, например, правила дорожного движения) и вторичную (наклеивание ярлыков) девиации, когда человек идентифицирует себя с девиантом. В теории наклеивания ярлыков, разработанной в 1950-60-е годы в рамках интеракционизма (Г. Беккер), девиация рассматривалась как взаимодействие, в ходе которого она определяется и конструируется; индивиды или группы наделяются идентификационными признаками со стороны обладающих властью и влиянием, стигматизируются и становятся аутсайдерами. Стигма ― это унизительные или социально недопустимые характеристики, ведущие к позору, общественной изоляции и дискриминации. Гофман систематически исследовал производство и формы (физическая, биографическая, характерологическая) стигмы, определив её как социальное отношение, которое лишает человека признания других и изменяет его идентичность; примеры ― статусная деградация осуждённых преступников (Гарфинкель) или принятие социальной роли психически больного (Гофман). В последние пятьдесят лет неблагоприятное положение инвалидов или больных СПИДом объясняется не их физическими недостатками, а взаимодействием со здоровыми, стигматизацией беспомощности (социальная модель инвалидности). Моральной паникой называется преувеличенная реакция на ту или иную группу или поведение, которые воспринимаются как признаки общесоциальной или моральной проблемы.
Обратной стороной девиантного поведения является социальный контроль: формальные и неформальные, внутренние и внешние механизмы, которые обеспечивают подчинение. Теории социального контроля можно разделить на рассматривающие производство подчинения и подавление девиантного поведения. Марксисты считали государство ответственным за контроль над рабочим классом; Парсонс, отвечая на вопрос, почему подчинение передаётся из поколения в поколение (проблема социального порядка, которую он выводил из философии Гоббса и Локка), отмечал роль социализации и самоконтроля, а не насилия. Поздние интеракционистские теории связывали социальный контроль и девиацию, хотя ряд исследований показали, что усиление контроля способствует её расширению. Парсонс считал болезнь формой девиации, которую общество контролирует через медицину; больной должен вести себя соответственно социальным ожиданиям, роли больного, иначе он подвергается санкциям и стигматизации. Эта модель недооценивала конфликтность возникающих ситуаций, сложность и неопределённость; сдвиг от острых заболеваний к хроническим привёл как к размыванию формальных отношений между врачом и пациентом, так и к росту популярности нетрадиционной медицины, поскольку хронические больные разочаровываются в научных методах лечения. Споры вызывает влияние современной медицины (биомедицинская модель здоровья) на стили жизни (курение, вес тела, сексуальное поведение и т. д.), поскольку медикализация связывает общественную пользу, частную жизнь, власть и контроль.

## Власть, политика и государство
Основы политической социологии, изучения власти, политики и господства заложил Вебер, его подход остаётся актуальным, хотя и дискуссионным: власть определяется как способность индивидов, групп или сообществ действовать по своему усмотрению или достигать целей при наличии внешнего противодействия в ситуации открытого конфликта или при принятии решений. В мейнстримовом подходе власть рассматривается как асимметричные отношения господства и подчинения, в которых сталкиваются цели и интересы участников, и связывается с осуществлением полномочий в автономных организациях: государстве, предприятиях, образовательных учреждениях и т. д. Вебер выделил идеальные типы господства: традиционный, харизматический и рационально-легальный, в зависимости от легитимации культурными традициями (знать в Средние века), приверженности к личным качествам лидера, обладающего харизмой (Христос, Гитлер или М. Ганди), или приоритета формальных правил, закона и рациональности при принятии решений (современная бюрократия). Концепция С. Льюкса (1974) расширяла подход Вебера, власть понималась в двухмерном и трёхмерном измерении: помимо открытой борьбы между группами Льюкс отметил устранение конкурентов из политической борьбы, а также манипулирование потребностями и желаниями, в результате чего люди действуют вопреки собственным интересам (этот подход сближался с Франкфуртской школой). Согласно альтернативному подходу, власть рассредоточена в обществе и не является свойством конкретных организаций; по Фуко, власть производится социальными отношениями и пронизывает любые взаимодействия и институты, включая научное знание. М. Манн синтезировал подходы Маркса и Вебера в рамках исторической социологии и выделил четыре измерения социальной власти: идеологическое, экономическое, политическое, а также военное.
Демократия как политическое устройство основана на участии граждан в принятии решений, прямо или через избранных представителей. Считается, что в современном обществе демократия способна обеспечивать политическое равенство, свободу и защиту общих интересов, отвечать потребностям граждан, эффективно принимать решения, учитывать интересы всех и т. д. Гражданство предполагает права и статус индивида в рамках национального или политического сообщества. В традиционных обществах у обычных людей не было индивидуальных прав и возможностей для политического участия; согласно концепции гражданства Т. Маршалла (1950), эволюция прав граждан включала этапы обретения гражданских, политических и социальных прав; Маршалл отмечал движение от обязанностей к правам, считая, что социальные права могут примирить капитал и гражданство, частично преодолеть классовое неравенство через равенство статусов. Во второй половине XX века рядом стран были подписаны Конвенция о защите прав человека и основных свобод, Международный пакт об экономических, социальных и культурных правах, Международный пакт о гражданских и политических правах. Большинство развитых стран уменьшают неравенство и негативное влияние рынка через государственную помощь в области образования, здравоохранения, жилья, пособий по бедности и безработице и т. д. Г. Эспинг-Андерсен (1990) выделил три типа государства всеобщего благосостояния: социал-демократический (скандинавские страны), консервативно-корпоративный (Франция или Германия) и либеральный (США).
В конце XX ― начале XXI века, после падения коммунистических режимов либеральная демократия считается преобладающей в мире, хотя тенденция к её установлению не является неизбежной. Гражданское общество включает любые независимые от государства формы: организации, сети, клубы, свободные объединения и т. п. Одни исследователи усматривали в гражданском обществе оплот демократии и пространство для гражданской самореализации, другие ― борьбу за ресурсы; марксисты видели в нём механизм идеологического господства капитализма. Границы гражданского общества размыты: к нему относят семью или бизнес, либо нет; используется схема, разделяющая государство, рынок и гражданское общество. Хотя эмпирически отмечался упадок гражданского общества в США во второй половине XX века из-за кризиса доверия и ослабления социальных связей (Р. Патнэм), оно часто рассматривается как способ влияния граждан на публичную политику и общественное мнение в общих интересах (Ю. Хабермас, Ч. Тейлор и др.). Ю. Хабермас противопоставил публичную сферу — пространство открытых дискуссий по общественно значимым вопросам ― негативному влиянию коммерческих сми и массовых развлечений на политику и культурную жизнь. С его точки зрения, рациональные дебаты необходимы для развития демократического процесса и участия, выравнивания жизненных шансов, достижения гендерного равенства и др.; они способны формировать общественное мнение и оказывать влияние на политику.
Обсуждение в социологии нации, национального государства, национализма и национальной идентичности всегда является предметом дискуссий. В государство обычно включают федеральные и региональные органы управления, служащих, суды, полицию и армию; спорно отнесение деятельности школ, профсоюзов, церкви, массмедиа и др., которые могут действовать как госучреждения. Задачами государства считаются поддержание порядка и внешние связи, функции обеспечения благосостояния или управления экономикой оспариваются. Маркс считал государство орудием господствующего класса (буржуазии), Вебер отмечал монополию на легитимное применение насилия на определённой территории. Все современные государства — национальные; это культурно-политические объединения, соединяющие большое сообщество (нация), территорию и политику. Как и национализм, национальные государства возникли недавно, в XVIII—XIX веках, и заняли господствующее положение благодаря легитимной монополии на насилие и налогообложению, которые обеспечивали военную мощь; их формированию способствовало массовое образование на основе государственного языка. Нация, не являясь обществом и государством, связывает людей эмоционально, соединяет прошлое и будущее, политику и культуру, этничность и гражданство. Согласно Б. Андерсону, нации — это воображаемые сообщества, связанные с представлениями разных групп об их культурной целостности, и потому идеологический конструкт; нации относятся к этничности в той степени, в какой отличают себя в культурном смысле от других. В незападных странах, ранее колонизированных, единые нации часто оказывались несформированными; эти страны представляли собой смешение этнических групп с произвольными государственными границами, в отличие от культурно однородных Японии или Китая.

## Институциональное развитие и современные проблемы дисциплины
Социология прошла три этапа: доинституциональный (до начала XX века), период институционализации и дисциплинарной специализации и современный этап постдисциплинарности. Социология стала академической дисциплиной на рубеже XIX—XX веков. В 1892 году А. Смолл основал первый факультет социологии в Чикагском университете, а в 1895 году ― первый научный журнал (American Journal of Sociology). В 1898 году Дюркгейм основал журнал L’Année sociologique. В 1905 году было учреждено Американское социологическое общество, в 1909 году Вебер, Ф. Тённис и Зиммель основали Немецкое социологическое общество. В 1919 году Вебер возглавил первую кафедру социологии в Германии (Мюнхенский университет). Социология первоначально развивалась в Западной Европе и Северной Америке, к 1930 годам распространилась во многих развитых странах, включая США, окончательно утвердив свой академический статус после Второй мировой войны. В Великобритании место социологии первоначально занимала антропология, испытавшая влияние Дюркгейма. В Германии социология была ближе к гуманитарным дисциплинам, неокантианству и марксизму; французская и ранняя американская социология ориентировались на социальные проблемы и эмпирические исследования; немецкие и французские учёные считали социологию целостной наукой о современном обществе.
Международный престиж социологии связывается с институционализацией дисциплины в США, её профессионализации и развитию способствовали Британская (учреждена в 1951 году) и Американская социологические ассоциации. Международная социологическая ассоциация существует с 1949 года. Множество новых отраслей варьировалось от социологии города и промышленной социологии до исторической, политической и культуральной. В США в послевоенный период количественные исследования виделись как способ повышения престижа, проводились масштабные демографические исследования и опросы, финансируемые государством. Гегемонию структурного функционализма сменило разнообразие парадигм и соперничающих школ, c 1960-х годов социология стремительно развивалась и расширялась, учёные начали изучать социальные конфликты и изменения, социальные аспекты экономического роста, власть в повседневной жизни, гендер, расу, этничность, социальные движения; сформировались криминология, исследования отношений в промышленности, оценочные исследования. Наука оказала некоторое влияние на послевоенную экономическую и социальную политику, через исследование развития государства всеобщего благосостояния и развивающихся стран, изучение социальных проблем и эффективности их решений.
В 1960-70-х годах наука получала всё большее признание в развитых странах и отчасти в развивающихся. Создавались социологические факультеты, росло число преподавателей и студентов, в некоторых странах дисциплину начали преподавать в школе. Социология постепенно политизировалась, с 1980 годов феминистские исследования привлекли внимание к культурным вопросам, идентичности и биографиям. С конца XX века на первый план вышли работы европейских теоретиков; с 1998 года издаётся журнал European Journal of Social Theory. В 1990—2000-е годы в американской социологии приобрели значимость такие области и темы, как экономическая социология; неправительственные организации по вопросам прав человека, окружающей среды и др.; иммиграция и этнические идентичности; наука и техника; неравенство и социальный капитал. Дж. Ритцер выделяет следующие области актуальных исследований: групповые и институциональные процессы и структуры, вовлечённость и групповая идентичность; аффекты и управление идентичностью во взаимодействии; власть, труд и неравенство в организациях; социология медицины, новые подходы к сексуальности и девиации; социология культуры и религии и др. На начало XXI века в США выходило 200 журналов (American Journal of Sociology, American Sociological Review, Annual Review of Sociology и другие), работало 14000 социологов; число студентов превышало обучающихся экономике и истории ― 25 тыс. По данным «Thomson Reuters», в 2007 году в число наиболее цитируемых авторов книг в социальных и гуманитарных науках вошли относимые к области социологии Фуко (1 место), Бурдьё (2), Гидденс (5), Гофман (6), Хабермас (7), Вебер (8), Б. Латур (10), а также У. Бек, Дюркгейм, Б. Глезер и Маркс.
Дж. Деланти выделяет проблему переопределения предмета в условиях глобализации, вопросы собственной дисциплинарности и общественной значимости. В XX веке в социологии главенствовала дюркгеймовская концепция общества, ориентированная на национальное государство и конкретную территорию. Этот подход был поставлен под сомнение в последней четверти XX века, хотя социологи раскритиковали высказывание М. Тэтчер, что «нет такой вещи, как общество». Д. Урри утверждал, что у социологии нет собственного предмета и её больше нельзя считать наукой об обществе. Социология, как и другие социальные науки, несомненно, являлась наукой современного индустриального государства, хотя эта связь, возможно, преувеличивается. Известные социологи критиковали институционализацию (А. Гоулднер или Ч. Р. Миллс), специализацию (Н. Элиас) и политизацию науки, преобладание эмпирических исследований по методу кейсов в отсутствие теории. Некоторые критики опасаются, что социология утратила целостность, единство метода и свои основания и заменяется созданными ею дисциплинами (состояние постдисциплинарности, что не уникально в социальных науках), где исследования проводят «социологи без социологии». Высказывается точка зрения (М. Буравой), что специализация науки привела к утрате общественной значимости, ввиду разрыва между «публичной» и профессиональной социологией, Дж. Ритцер констатирует разрыв между социологией образования и образовательной политикой.

## Комментарии
1. ↑  На подход Чикагской школы к рассмотрению малых социальных феноменов повлиял Зиммель[18][40].
2. ↑  Структуралистский марксизм, гегельянский марксизм и экономический детерминизм.
3. ↑  Кант считал, что человек не познаёт мир прямо, а упорядочивает понятия, категории и объекты. Этот универсалистский тезис был развит в неокантианстве: содержание науки определяется совокупностью иерархически связанных, логически и концептуально, утверждений[80].
4. ↑  В широком значении «позитивизмом» часто в негативном смысле называют преувеличение роли количественных методов или эмпиризма в ущерб анализу индивидуального действия и субъективных смыслов. В узком значении позитивизм — это методологические подходы Конта и особенно Дюркгейма, который стремился к объективности и эмпиризму, устранению идеологических элементов[81].
5. ↑  Идея, что корреляции между А и Б и Б и С дают сильную корреляцию между А и С и позволяют спрогнозировать наличие Д и его корреляцию с А, оказалась ложной[148]
6. ↑  Вебер выделял практическую (прагматика), теоретическую (осмысление реальности), субстанциональную (набор ценностей для действия) и формальную (экономический расчёт) рациональности[177].
7. ↑  Зиммель, Чикагская школа, Гофман, А. Турен, Гидденс.
8. ↑  Консьюмеризм зародился в эпоху Промышленной революции и поначалу ограничивался высшими классами и аристократией (рынок роскоши). В ранней социологии потребление чаще всего оценивалось негативно (товарный фетишизм Маркса, демонстративное потребление Т. Веблена, опасность моральной деградации у Дюркгейма и др.). В конце XX века он часто рассматривался как коммуникативное явление, совокупность образов и символов в контексте перехода к «новой потребительской культуре»[206][207].
9. ↑  Гидденс, Бауман, У. Бек[217].
10. ↑  Так, экономическое действие определяется нормативными установками, которые придают смысл экономическим отношениям (институт контракта)[243].
11. ↑  Пять исчерпывающих переменных составляли «систему действия»: аффективность – аффективная нейтральность, ориентация на себя – ориентация на коллектив, универсализм – партикуляризм,  аскрипция – достижение, специфичность — диффузность[250].
12. ↑  Физические движения людей, которые можно наблюдать[263].
13. ↑  Мид, Блумер, Гофман.
14. ↑  Вебер, Шюц, Бергер и Лукман, этнометодология Гарфинкеля.
15. ↑  Некоторые теоретики отрицают отдельные стадии человеческой жизни, считая её континуумом[404].
16. ↑  Ф. Арьес считал, что в Средние века «детства» не было[168][405]
17. ↑  Аномия часто противопоставляется отчуждению Маркса[412].
18. ↑  Различные версии представлены у Грамши, Парсонса, Фуко и др.[429]
19. ↑  На материале истории Великобритании; три главные стадии относились, соответственно, к XVIII, XIX и XX векам[434][435].
20. ↑  С 1959 года ― Американская социологическая ассоциация[449].